# NGC 4784
NGC 4784 ist eine Linsenförmige Galaxie vom Hubble-Typ S0 im Sternbild der Jungfrau und etwa 167 Millionen Lichtjahre von der Milchstraße entfernt.
Sie wurde am 25. März 1786 von Wilhelm Herschel mit einem 18,7-Zoll-Spiegelteleskop entdeckt, der sie dabei mit „eF, eS, some little doubt“ beschrieb.